# Les Mal-aimés
Les Mal-aimés est une pièce de théâtre en trois actes de François Mauriac créée en 1er mars 1945 à la Comédie-Française à Paris dans une mise en scène de Jean-Louis Barrault.

## Genèse de la pièce
Cette pièce est écrite par Mauriac durant les années de guerre dès 1939. La pièce est créée le 1er mars 1945 à la Comédie-Française dans une mise en scène de Jean-Louis Barrault.
Le texte des Mal-aimés paraît en 1945 aux éditions Grasset.

## Distribution des rôles à la création
- Aimé Clariond : Monsieur de Virelade[2] (60 ans)
- Madeleine Renaud : Elisabeth de Virelade (29 ans)
- Renée Faure : Marianne de Virelade (17 ans)
- Julien Bertheau : Alain (23 ans)
- Françoise Delille : Rose (17 ans)
- Denise Bosc :
- Jean Chaduc :
- Françoise Seigner :

## Mises en scène notables
- 2011 : mise en scène de Pierre Barrat au domaine de Malagar[3].